# Ėmin Seferšaev
Ėmin Narimanovič Seferšaev (in russo Эмин Нариманович Сефершаев?; Sinferopoli, 18 aprile 1998) è un lottatore ucraino naturalizzato russo, specializzato nella lotta greco-romana.

## Biografia
È nato a Sinferopoli ed è di origine tatara di Crimea.

## Palmarès
| Anno                                               | Manifestazione    | Sede     | Evento | Risultato | Note |
| -------------------------------------------------- | ----------------- | -------- | ------ | --------- | ---- |
| In rappresentanza dell' Ucraina                    |                   |          |        |           |      |
| 2013                                               | Europei cadetti   | Antivari | 42 kg  | Oro       |      |
| In rappresentanza della Russia                     |                   |          |        |           |      |
| 2015                                               | Europei cadetti   | Subotica | 50 kg  | Oro       |      |
| 2015                                               | Mondiali cadetti  | Sarajevo | 50 kg  | Argento   |      |
| 2017                                               | Europei junior    | Dortmund | 55 kg  | Argento   |      |
| 2017                                               | Mondiali junior   | Tampere  | 55 kg  | Bronzo    |      |
| 2018                                               | Mondiali militari | Mosca    | 55 kg  | 9º        |      |
| 2018                                               | Mondiali junior   | Trnava   | 55 kg  | Bronzo    |      |
| 2019                                               | Mondiali U23      | Budapest | 55 kg  | Argento   |      |
| 2021                                               | Europei           | Varsavia | 55 kg  | Oro       |      |
| In rappresentanza della Federazione russa di lotta |                   |          |        |           |      |
| 2021                                               | Mondiali          | Oslo     | 55 kg  | Argento   |      |